# Matteo Lancini
Matteo Lancini (* 1965) ist ein italienischer Psychologe.
Er ist Präsident der Minotauro-Stiftung in Mailand und der AGIPPsA (Vereinigung italienischer psychoanalytischer Psychotherapiegruppen des Jugendalters) und Dozent an der Abteilung für Psychologie der Universität Mailand-Bicocca und der Training School in Psychotherapie von Jugendlichen und jungen Erwachsenen Arpad-Minotaurus.
In den letzten Jahren konzentrierte sich seine Forschung auf Digital Natives und auf Fragen der Internetnutzung.